# Fettknölen
Fettknölen är en svensk animerad dokumentär i kortfilmsformat från 2018, regisserad av Jane Magnusson. Filmen hade världspremiär på Sundance Film Festival.

## Handling
En fettknöl växer på Ingmar Bergmans kind. En dag vaknar fettknölen till liv och utger sig för att vara Bergmans samvete.

## Om filmen
Filmen hade världspremiär den 19 januari 2018 på Sundance Film Festival och svensk premiär den 27 januari 2018 på Göteborg filmfestival. Den har även visats på SVT.
Fettknölen  är en av sex svenska kortfilmer i Svenska Filminstitutets och Sveriges Television satsning Bergman Revisited. 